# ルガル
ルガル（欧字名:Lugal 香:賢德之君、2020年3月7日 - ）は、日本の競走馬。主な勝ち鞍は2024年のスプリンターズステークス、シルクロードステークス。
馬名の由来は、王（シュメール語）。

## 概要

### 2歳（2022年）
11月12日の2歳新馬で松山弘平を背にデビューして2番手を追走するも最下位の9着。なお、このレースには後にグレード制重賞を制するアウトレンジとサンデーファンデーも出走していた。12月17日の2歳未勝利では松若風馬を背に逃げて2着に入った。

### 3歳（2023年）
年が明けて1月8日の3歳未勝利に坂井瑠星を背に出走して4着。続いて1月21日の3歳未勝利に出走して初勝利を挙げた。芝での初レースとなった4月29日の3歳1勝クラスでは鮫島克駿を背に出走してハナ差の2着に敗れた。
5月7日の橘ステークスでは2番人気の支持を集めて、角田大河を背に勝利。レース後、角田はゲートはちょっと落ち着きがなかったですけど、それをカバーするポテンシャルを持っています。タフな馬場もこなしてくれましたと語り称えた。
5月27日の葵ステークスは団野大成を背に2番人気で出走。好位の内から脚を伸ばすも、逃げたモズメイメイに半馬身差及ばずの2着。レース後に団野はコース替わりで内が残っていて、枠はいいと思っていました。うまく行きましたが、スタートで一歩目を滑らせたのが…。（スタートを）出ていれば、勝ち馬の後ろにつけられたと思います。まだ緩く、これから良くなると思いますと敗因とこれからの成長への期待を述べた。
8月27日の朱鷺ステークスでは1番人気の支持を受けて、好位から脚を伸ばすも3着。10月28日のスワンステークスは武豊を背に3番人気で出走するが4着に敗れた。
11月26日の京阪杯は西村淳也を背に1番人気で出走するも、直線突き抜けたトウシンマカオから2馬身差の2着。レース後に西村はコース替わりで内が残っていて、枠はいいと思っていました。うまく行きましたが、スタートで一歩目を滑らせたのが…。（スタートを）出ていれば、勝ち馬の後ろにつけられたと思います。まだ緩く、これから良くなると思いますと発馬で滑ってしまったことを惜しみ、また今後の成長への期待を語った。

### 4歳（2024年）
1月28日のシルクロードステークスに1番人気で出走。好発馬を切ると2番手に付けて追走し、直線では1頭抜け出して2着アグリに3馬身差を付ける圧勝で重賞初制覇を果たした。前回の京阪杯から2度目のコンビとなった鞍上の西村淳は見ての通り強かったですね。終始手応えは良かった。ゲートだけが難しい馬だけど、ゲートもクリアしてくれて言うことがないですとルガルの圧勝ぶりを振り返った。調教師の杉山は同日東京で後に発走した根岸ステークスでエンペラーワケアが勝利しており、2023年12月2日の上村洋行師以来となる同日重賞ダブル制覇となった。
次走の高松宮記念では1番人気に推されたものの見せ場なく10着に敗れ、さらにレース後に左橈側手根骨・左第3手根骨の骨折が判明し休養に入った。
9月29日、中山競馬場で行われたスプリンターズステークスで約半年ぶりにレースに復帰。道中では好位で脚を溜め、直線で馬群を抜け出して優勝。鞍上の西村淳也騎手共々、待望のGI初制覇を成し遂げた。レース後に西村は騎手生活をしていてよかったです。杉山先生、スタッフ、関係者の方に一生懸命馬を作っていただきました。高松宮記念で悔しい思いをしていたのでよかったです。競馬のことは何も覚えていません。女手一つで育ててくれた母を始め、騎手になってからたくさんの方に支えていただきました。感謝する人がいっぱいいます。GIジョッキーは目標の一つでしたが、他にも（目標は）あるので、がむしゃらに頑張りたいですと周囲への感謝と自身の今後の思いを語った。

## 競走成績
以下の内容は、JBISサーチおよびnetkeiba.comに基づく。
| 競走日     | 競馬場 | 競走名          | 格   | 距離（馬場）  | 頭 数 | 枠 番 | 馬 番 | オッズ （人気） | 着順 | タイム （上り3F） | 着差 | 騎手      | 斤量 [kg] | 1着馬（2着馬）     | 馬体重 [kg] |
| ---------- | ------ | --------------- | ---- | ------------- | ----- | ----- | ----- | --------------- | ---- | ----------------- | ---- | --------- | --------- | ------------------ | ----------- |
| 2022.11.12 | 阪神   | 2歳新馬         |      | ダ1800m（良） | 9     | 4     | 4     | 003.40（2人）   | 09着 | R1:58.1（39.8）   | -2.4 | 0松山弘平 | 55        | サンデーファンデー | 522         |
| 0000.12.17 | 阪神   | 2歳未勝利       |      | ダ1400m（良） | 16    | 7     | 13    | 027.80（5人）   | 02着 | R1:25.9（37.8）   | -0.0 | 0松若風馬 | 55        | ミルトハンター     | 514         |
| 2023.01.08 | 中京   | 3歳未勝利       |      | ダ1400m（良） | 16    | 3     | 5     | 003.40（1人）   | 04着 | R1:26.8（38.5）   | -0.6 | 0坂井瑠星 | 56        | マリアナトレンチ   | 514         |
| 0000.01.21 | 中京   | 3歳未勝利       |      | ダ1200m（良） | 12    | 6     | 8     | 002.10（1人）   | 01着 | R1:13.6（37.2）   | -0.6 | 0坂井瑠星 | 56        | （ボナンザ）       | 506         |
| 0000.04.29 | 京都   | 3歳1勝クラス    |      | 芝1400m（良） | 9     | 5     | 5     | 005.60（3人）   | 02着 | R1:20.8（33.8）   | -0.0 | 0鮫島克駿 | 56        | アルーリングビュー | 512         |
| 0000.05.07 | 京都   | 橘S             | L    | 芝1400m（不） | 9     | 8     | 8     | 003.70（2人）   | 01着 | R1:23.1（35.9）   | -0.8 | 0角田大河 | 56        | （テラステラ）     | 512         |
| 0000.05.27 | 京都   | 葵S             | GIII | 芝1200m（良） | 18    | 1     | 1     | 004.30（2人）   | 02着 | R1:07.2（32.7）   | -0.1 | 0団野大成 | 56        | モズメイメイ       | 512         |
| 0000.08.27 | 新潟   | 朱鷺S           | L    | 芝1400m（良） | 17    | 3     | 5     | 002.50（1人）   | 03着 | R1:20.9（34.2）   | -0.1 | 0角田大河 | 54        | テンハッピーローズ | 522         |
| 0000.10.28 | 京都   | スワンS         | GII  | 芝1400m（良） | 18    | 1     | 2     | 006.30（3人）   | 04着 | R1:20.1（33.8）   | -0.2 | 0武豊     | 55        | ウイングレイテスト | 516         |
| 0000.11.26 | 京都   | 京阪杯          | GIII | 芝1200m（良） | 18    | 5     | 10    | 003.40（1人）   | 02着 | R1:07.7（33.3）   | -0.3 | 0西村淳也 | 56        | トウシンマカオ     | 512         |
| 2024.01.28 | 京都   | シルクロードS   | GIII | 芝1200m（良） | 18    | 2     | 4     | 003.30（2人）   | 01着 | R1:07.7（34.0）   | -0.5 | 0西村淳也 | 57.5      | （アグリ）         | 522         |
| 0000.03.24 | 中京   | 高松宮記念      | GI   | 芝1200m（重） | 18    | 3     | 6     | 003.70（1人）   | 10着 | R1:10.1（34.8）   | -1.2 | 0西村淳也 | 58        | マッドクール       | 524         |
| 0000.09.29 | 中山   | スプリンターズS | GI   | 芝1200m（良） | 16    | 7     | 13    | 028.50（9人）   | 01着 | R1:07.0（34.2）   | -0.0 | 0西村淳也 | 58        | （トウシンマカオ） | 526         |
| 0000.12.08 | 沙田   | 香港スプリント  | G1   | 芝1200m（良） | 14    |       | 3     | 010.10（2人）   | 11着 | R1:09.4           | -1.3 | 0西村淳也 | 57        | ka Ying Rising     | 531         |
| 2025.03.30 | 中京   | 高松宮記念      | GI   | 芝1200m（良） | 18    | 3     | 6     | 005.70（3人）   | 07着 | R1:08.8（34.8）   | -0.9 | 0西村淳也 | 58        | サトノレーヴ       | 530         |
| 0000.04.27 | 沙田   | チェアマンズSP  | G1   | 芝1200m（良） | 13    |       | 4     | 024.80（3人）   | 05着 | R1:08.8           | -1.0 | 0川田将雅 | 57        | Ka Ying Rising     | 522         |

- 競走成績は2025年4月27日現在

## 血統表
| ルガルの血統                           | ルガルの血統                                    | ルガルの血統                               | （血統表の出典）                           | （血統表の出典）  |
| 父系                                   | キングマンボ系（ミスタープロスペクター系）      | キングマンボ系（ミスタープロスペクター系） | キングマンボ系（ミスタープロスペクター系） | [ § 2 ]           |
| 父 ドゥラメンテ 2012 鹿毛 北海道安平町 | 父の父キングカメハメハ 2001 鹿毛 北海道早来町   | Kingmambo                                  | Mr. Prospector                             | Mr. Prospector    |
| 父 ドゥラメンテ 2012 鹿毛 北海道安平町 | 父の父キングカメハメハ 2001 鹿毛 北海道早来町   | Kingmambo                                  | Miesque                                    |                   |
| 父 ドゥラメンテ 2012 鹿毛 北海道安平町 | 父の父キングカメハメハ 2001 鹿毛 北海道早来町   | *マンファス                                | *ラストタイクーン                          | *ラストタイクーン |
| 父 ドゥラメンテ 2012 鹿毛 北海道安平町 | 父の父キングカメハメハ 2001 鹿毛 北海道早来町   | *マンファス                                | Pilot Bird                                 |                   |
| 父 ドゥラメンテ 2012 鹿毛 北海道安平町 | 父の母アドマイヤグルーヴ 2000 鹿毛 北海道早来町 | *サンデーサイレンス                        | Halo                                       | Halo              |
| 父 ドゥラメンテ 2012 鹿毛 北海道安平町 | 父の母アドマイヤグルーヴ 2000 鹿毛 北海道早来町 | *サンデーサイレンス                        | Wishing Well                               |                   |
| 父 ドゥラメンテ 2012 鹿毛 北海道安平町 | 父の母アドマイヤグルーヴ 2000 鹿毛 北海道早来町 | エアグルーヴ                               | *トニービン                                | *トニービン       |
| 父 ドゥラメンテ 2012 鹿毛 北海道安平町 | 父の母アドマイヤグルーヴ 2000 鹿毛 北海道早来町 | エアグルーヴ                               | ダイナカール                               |                   |
| 母 *アタブ 2012 鹿毛 アイルランド      | 母の父New Approach 2005 栗毛 アイルランド       | Galileo                                    | Sadler's Wells                             | Sadler's Wells    |
| 母 *アタブ 2012 鹿毛 アイルランド      | 母の父New Approach 2005 栗毛 アイルランド       | Galileo                                    | Urban Sea                                  |                   |
| 母 *アタブ 2012 鹿毛 アイルランド      | 母の父New Approach 2005 栗毛 アイルランド       | Park Express                               | Ahonoora                                   | Ahonoora          |
| 母 *アタブ 2012 鹿毛 アイルランド      | 母の父New Approach 2005 栗毛 アイルランド       | Park Express                               | Matcher                                    |                   |
| 母 *アタブ 2012 鹿毛 アイルランド      | 母の母Moon's Whisper 1999 黒鹿毛 アメリカ合衆国 | Storm Cat                                  | Storm Bird                                 | Storm Bird        |
| 母 *アタブ 2012 鹿毛 アイルランド      | 母の母Moon's Whisper 1999 黒鹿毛 アメリカ合衆国 | Storm Cat                                  | Terlingua                                  |                   |
| 母 *アタブ 2012 鹿毛 アイルランド      | 母の母Moon's Whisper 1999 黒鹿毛 アメリカ合衆国 | East of the Moon                           | Private Account                            | Private Account   |
| 母 *アタブ 2012 鹿毛 アイルランド      | 母の母Moon's Whisper 1999 黒鹿毛 アメリカ合衆国 | East of the Moon                           | Miesque                                    |                   |
| 母系(F-No.)                            | Daffodil's Dam(FN:20)                           | Daffodil's Dam(FN:20)                      | Daffodil's Dam(FN:20)                      | [ § 3 ]           |
| 5代内の近親交配                        | Miesque：S4×M4、Northern Dancer：M5×M5          | Miesque：S4×M4、Northern Dancer：M5×M5     | Miesque：S4×M4、Northern Dancer：M5×M5     | [ § 4 ]           |
| 出典                                   | 1. 2. 3. 4.                                     | 1. 2. 3. 4.                                | 1. 2. 3. 4.                                | 1. 2. 3. 4.       |

- 4代母Miesqueは1987年・88年BCマイル連覇などGI10勝
- 3代母East of the Moonは1994年ジャック・ル・マロワ賞などGI3勝
- 主な近親にキングマンボ、アルファセントーリ、カラコンティ、リアルスティール、ラヴズオンリーユー、スタディオブマンなど。